# Kochinda Chōei
Kochinda Ueekata Chōei (東風平 親方 朝衛) (1701 – 20 février 1765) aussi connu sous son nom de style chinois Shō Ketsu (向 傑), est un aristocrate et fonctionnaire du gouvernement du royaume de Ryūkyū. Il est membre du Sanshikan de 1752 à 1765. Il a été doué pour ryūka et la poésie waka et a été désigné membre de 36 Immortels de Poésie d’Okinawa.